# 理查德·鲍威尔
理查德·鲍威尔（英語：Richard Powell，1960年12月9日—），澳大利亚男子赛艇运动员。他曾代表澳大利亚参加1986年英联邦运动会赛艇比赛，获得一枚银牌。他也曾参加1988年和1992年夏季奥林匹克运动会。